# Okropności wojny (grafiki Callota)
Okropności wojny lub Wielkie nieszczęścia wojny (fr. Les Grandes Misères de la guerre) – cykl 18 akwafort wykonanych przez francuskiego rysownika i rytownika Jacques’a Callota. Ryciny powstały w latach 1629–1633. Oryginalne płytki są przechowywane w Musée Lorrain w Nancy. Kompletna seria 18 rycin znajduje się m.in. w Gabinecie Rycin Biblioteki Uniwersytetu Warszawskiego.
Ryciny są inspirowane wydarzeniami wojny trzydziestoletniej (1618–1648), która w roku publikacji rycin toczyła się już od piętnastu lat. Początkowym celem Callota było opisanie „ciężkiego życia biednego żołnierza”, prace jednak przekształciły się w krytykę inwazji na jego kraj, sprzeciw wobec wojennego spustoszenia i zniszczenia jego rodzinnego regionu – Lotaryngii.
Możliwe, że ryciny Callota przedstawiające armię w nieładzie miały wpływ na twórczość Francisca Goi, a w szczególności na serię rycin o tym samym tytule ilustrującą skutki inwazji Napoleona na Hiszpanię.

## Galeria

Okropności wojny
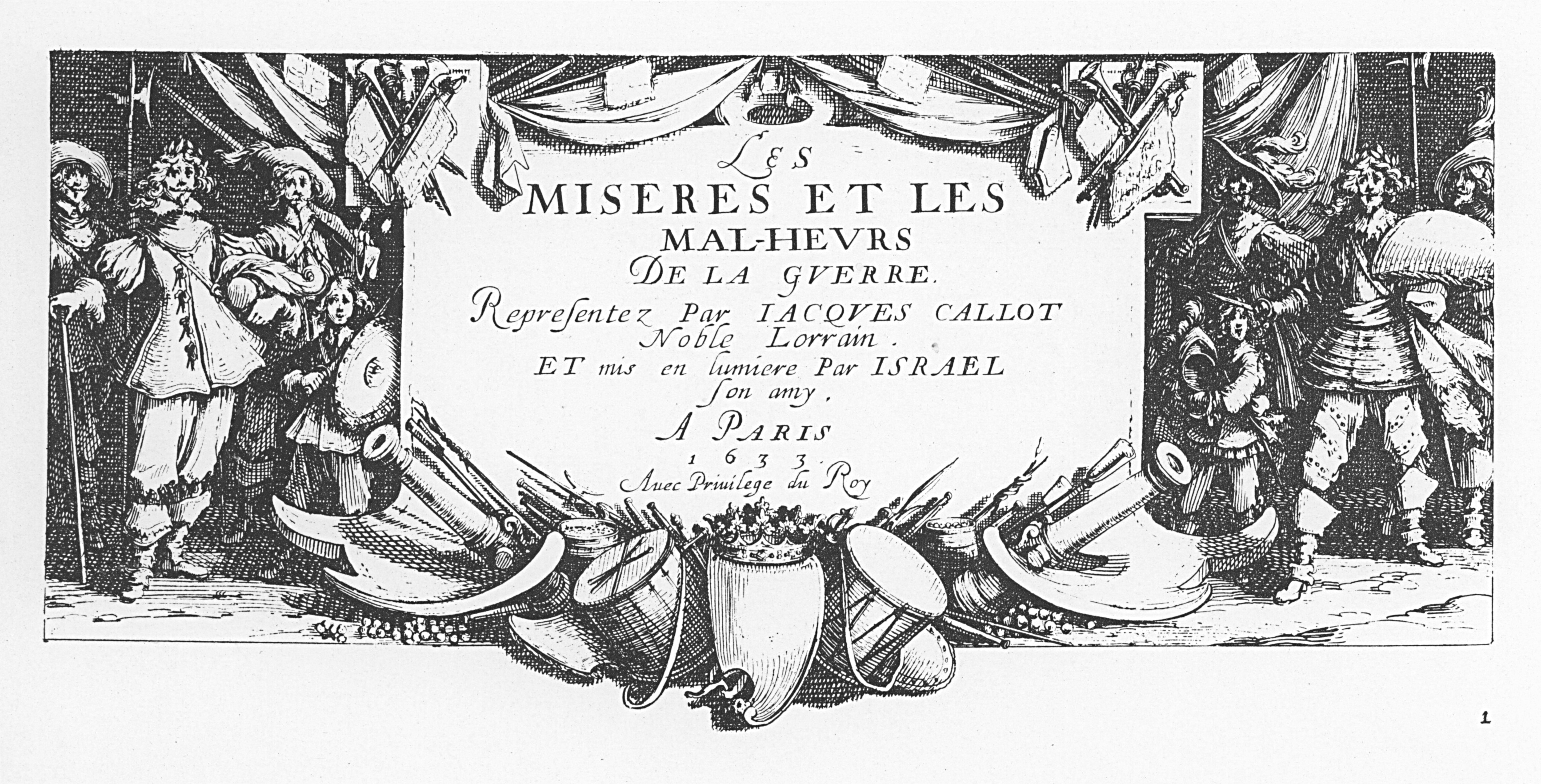
Rycina nr 1: Frontispis
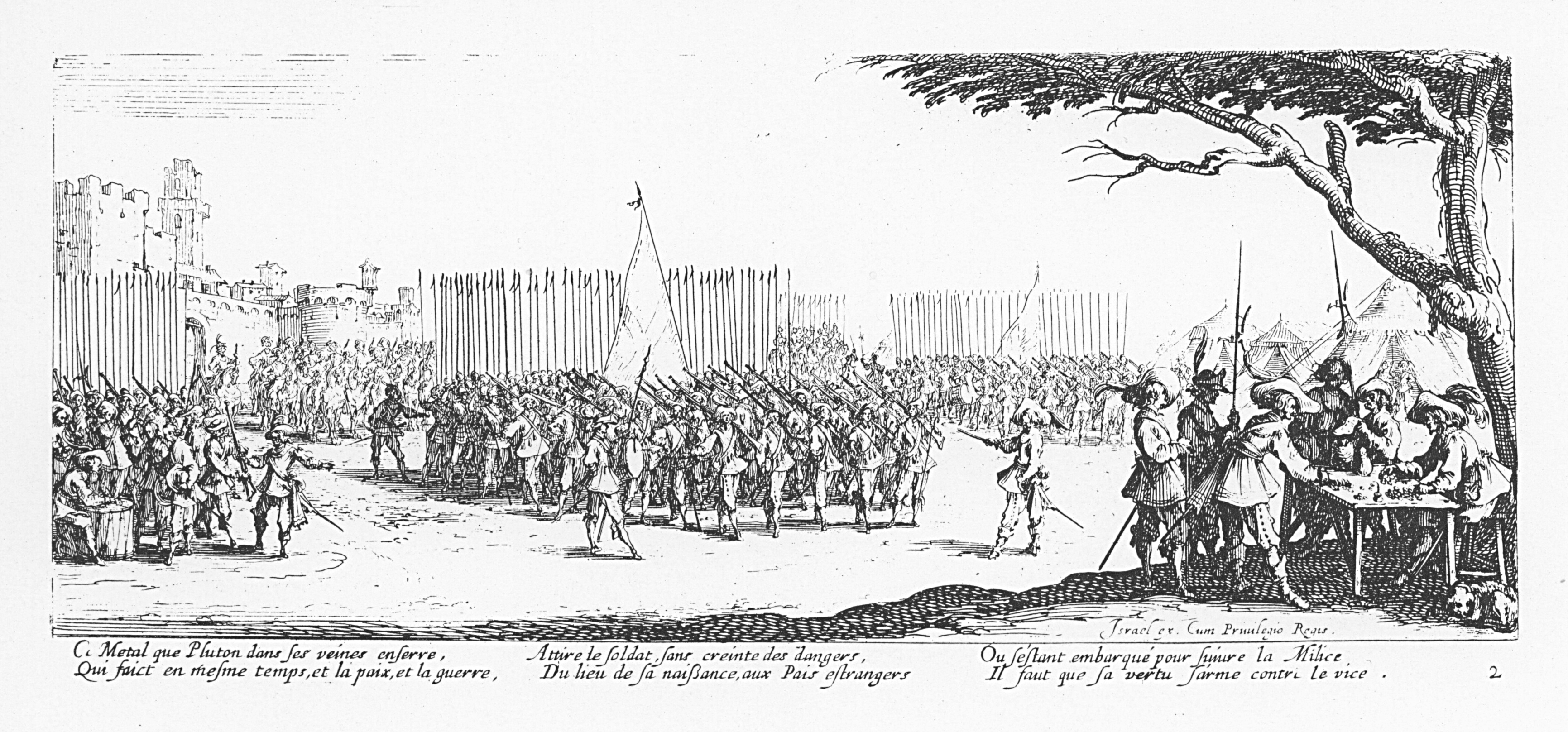
Rycina nr 2: Werbowanie żołnierzy
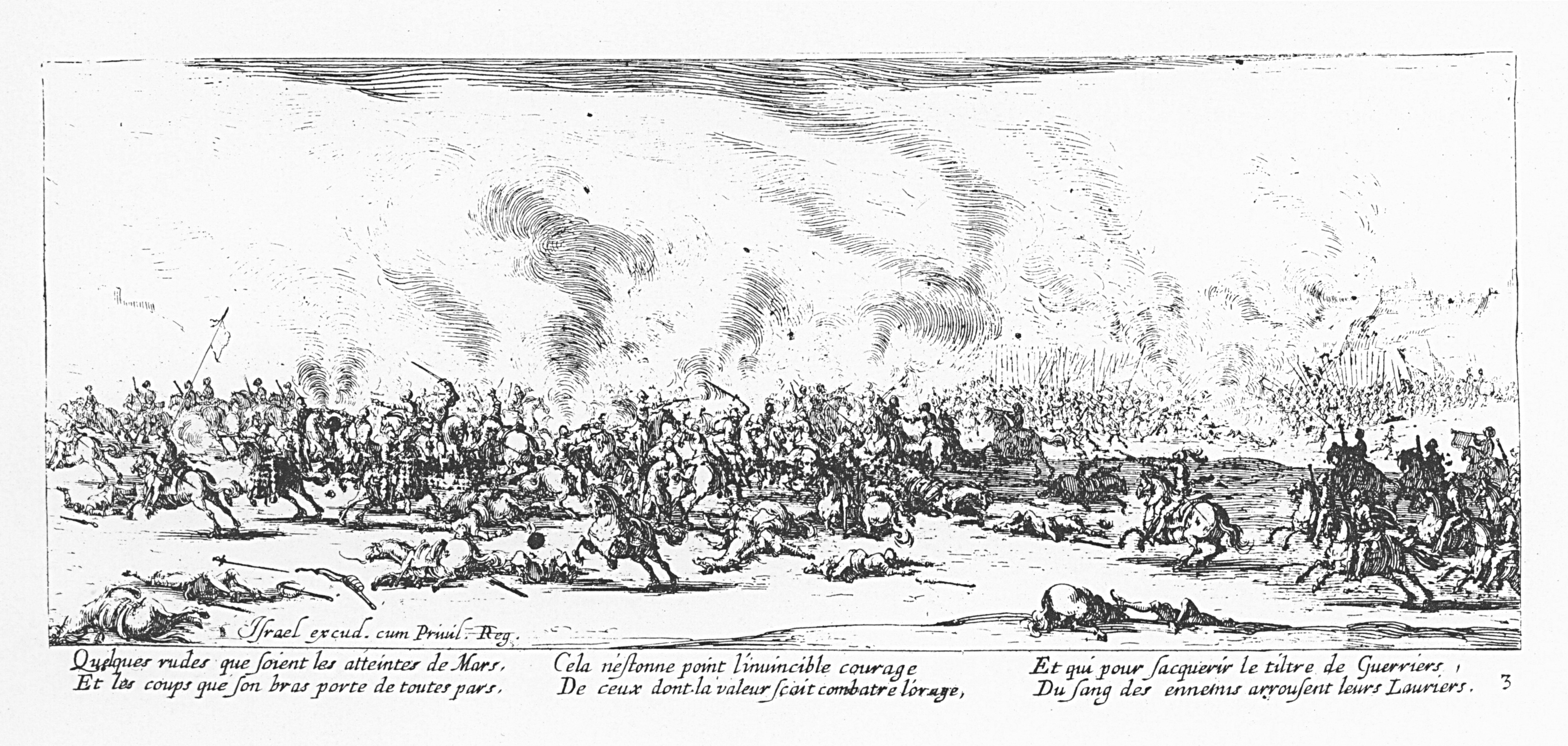
Rycina nr 3: Bitwa
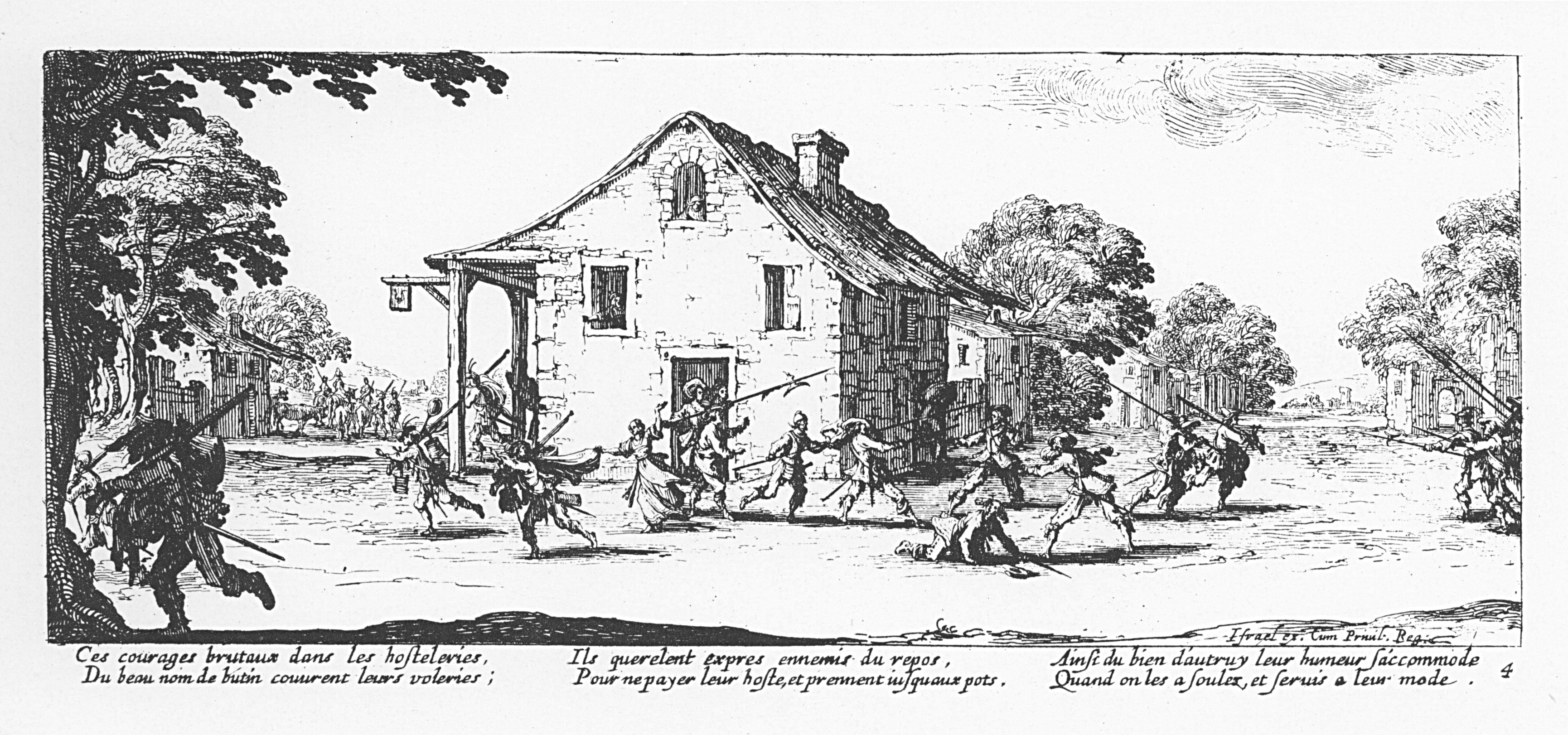
Rycina nr 4: Kradzież plonów
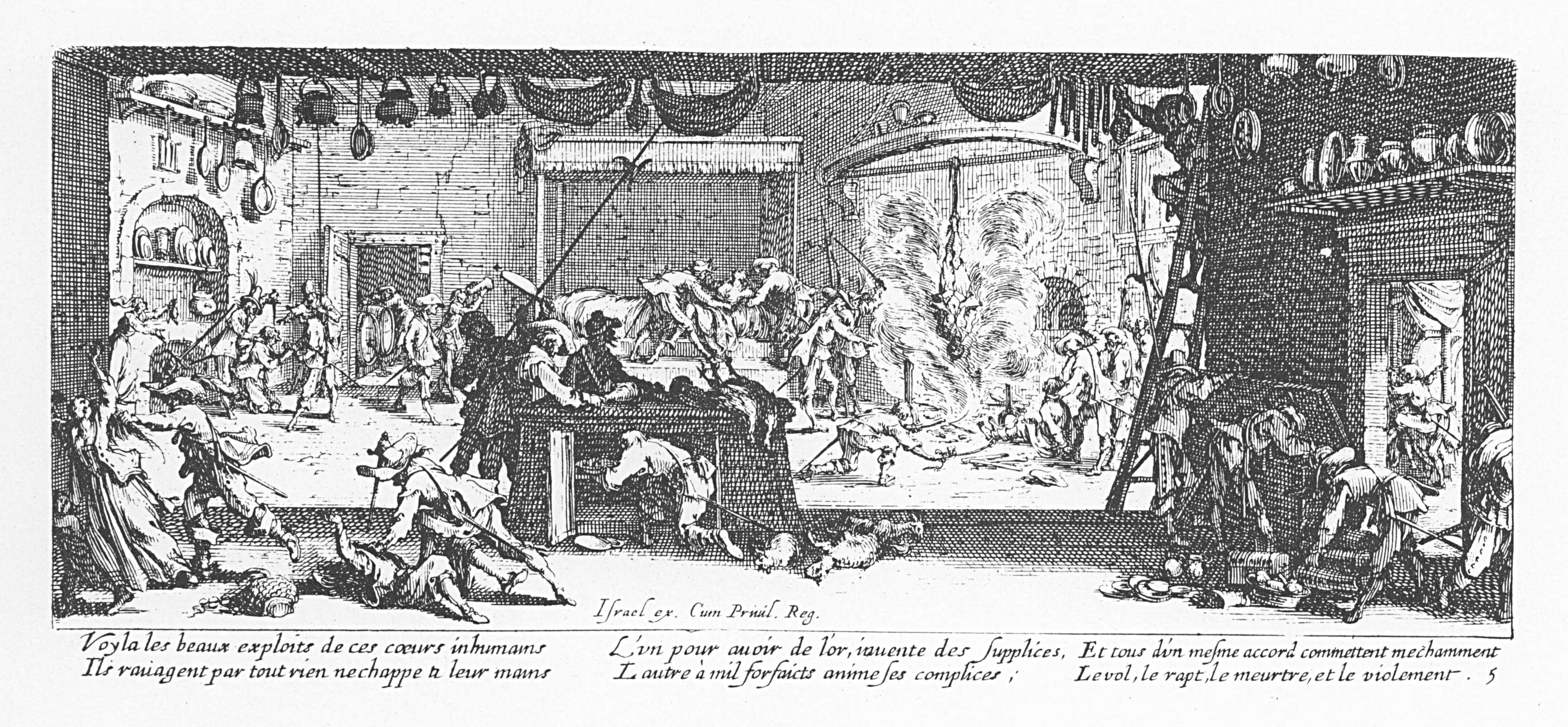
Rycina nr 5: Plądrowanie gospodarstwa
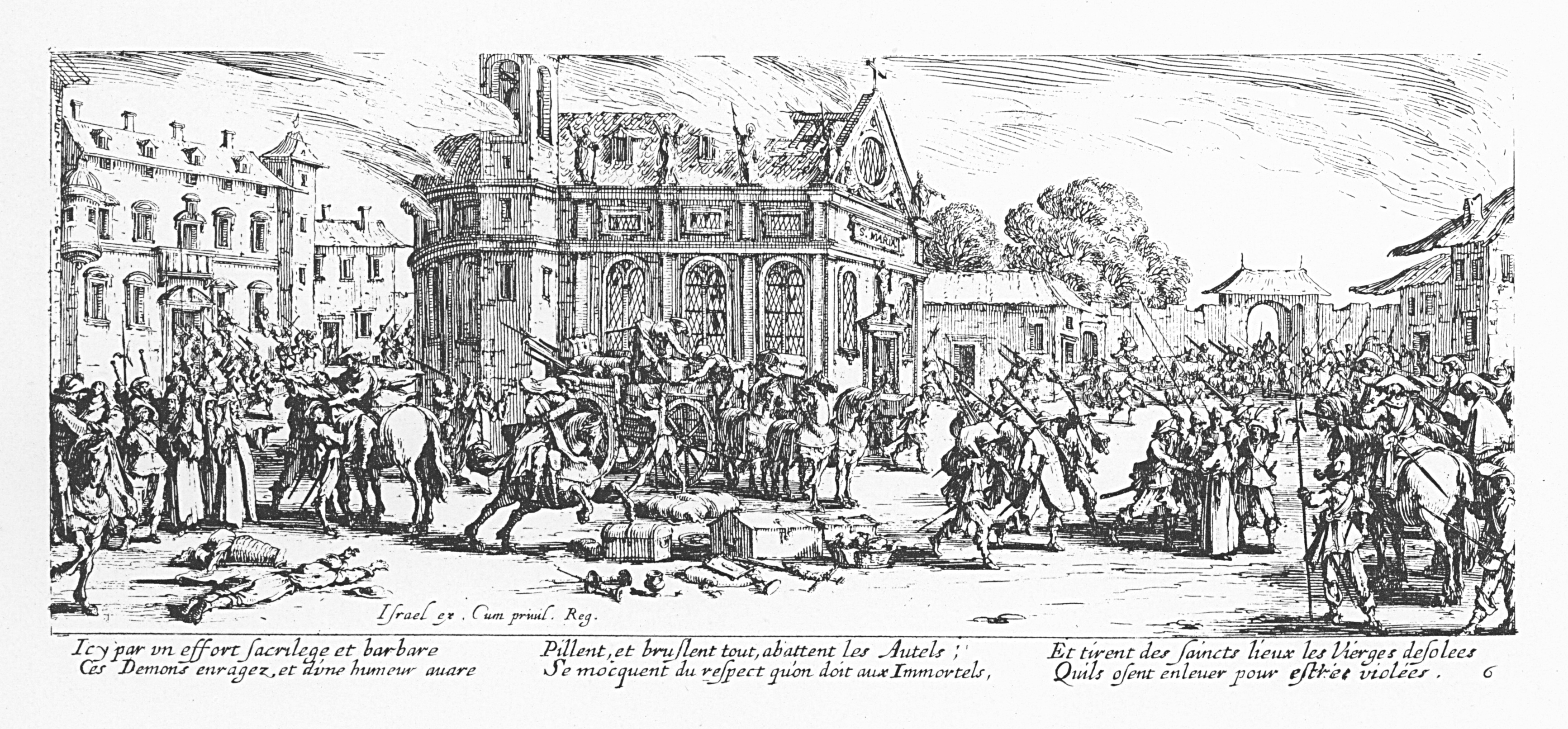
Rycina nr 6: Spustoszenie klasztoru
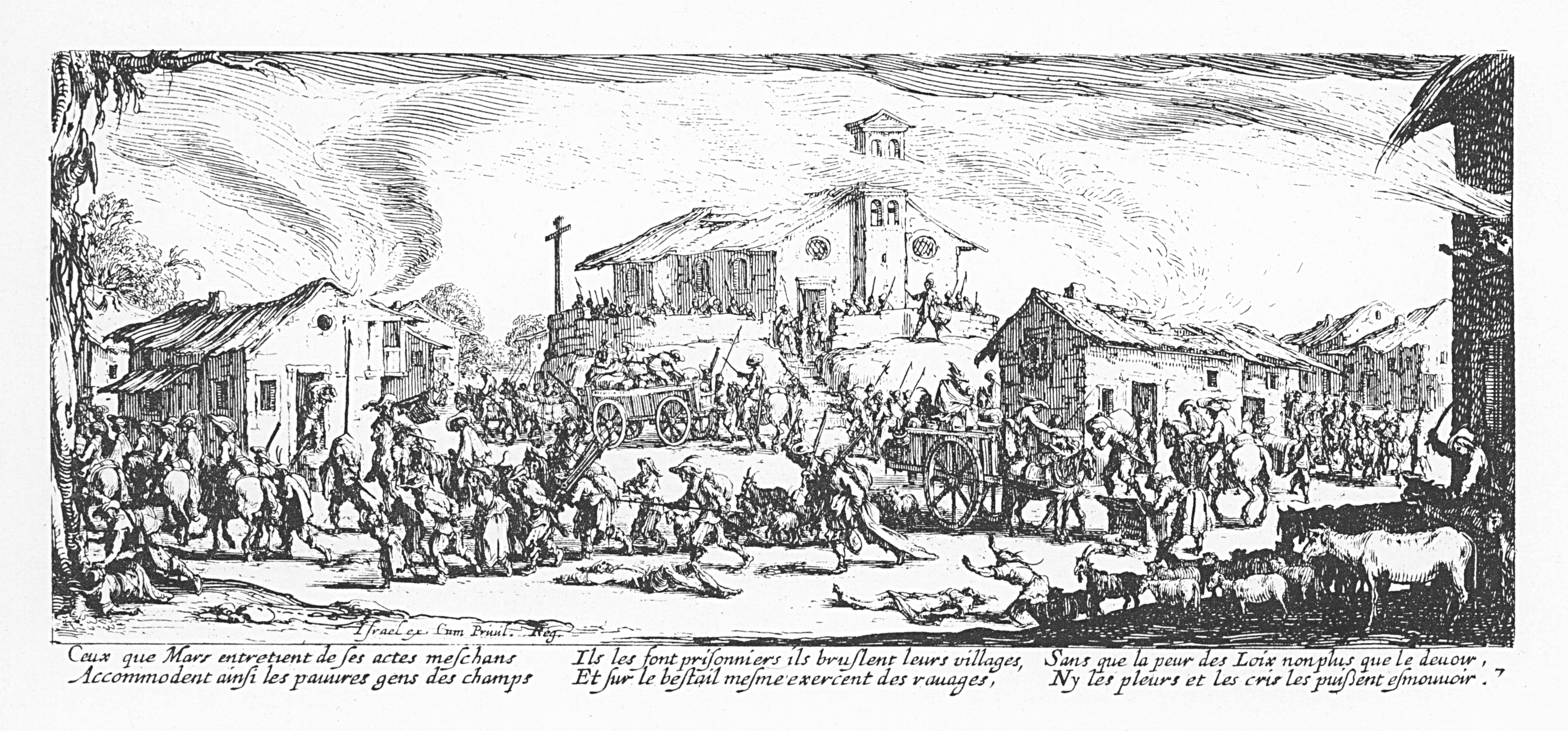
Rycina nr 7: Splądrowanie i spalenie wioski
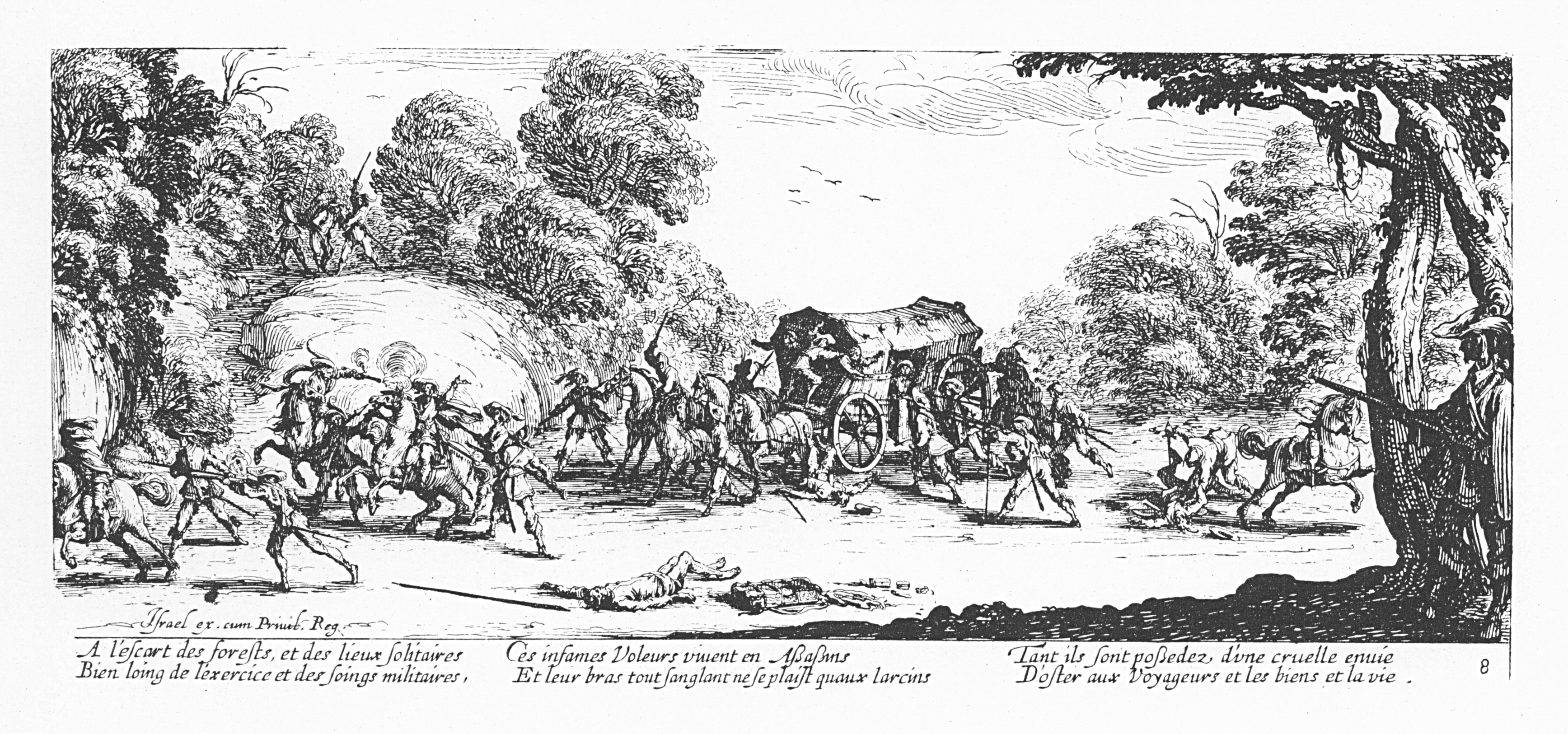
Rycina nr 8: Napad na dyliżans
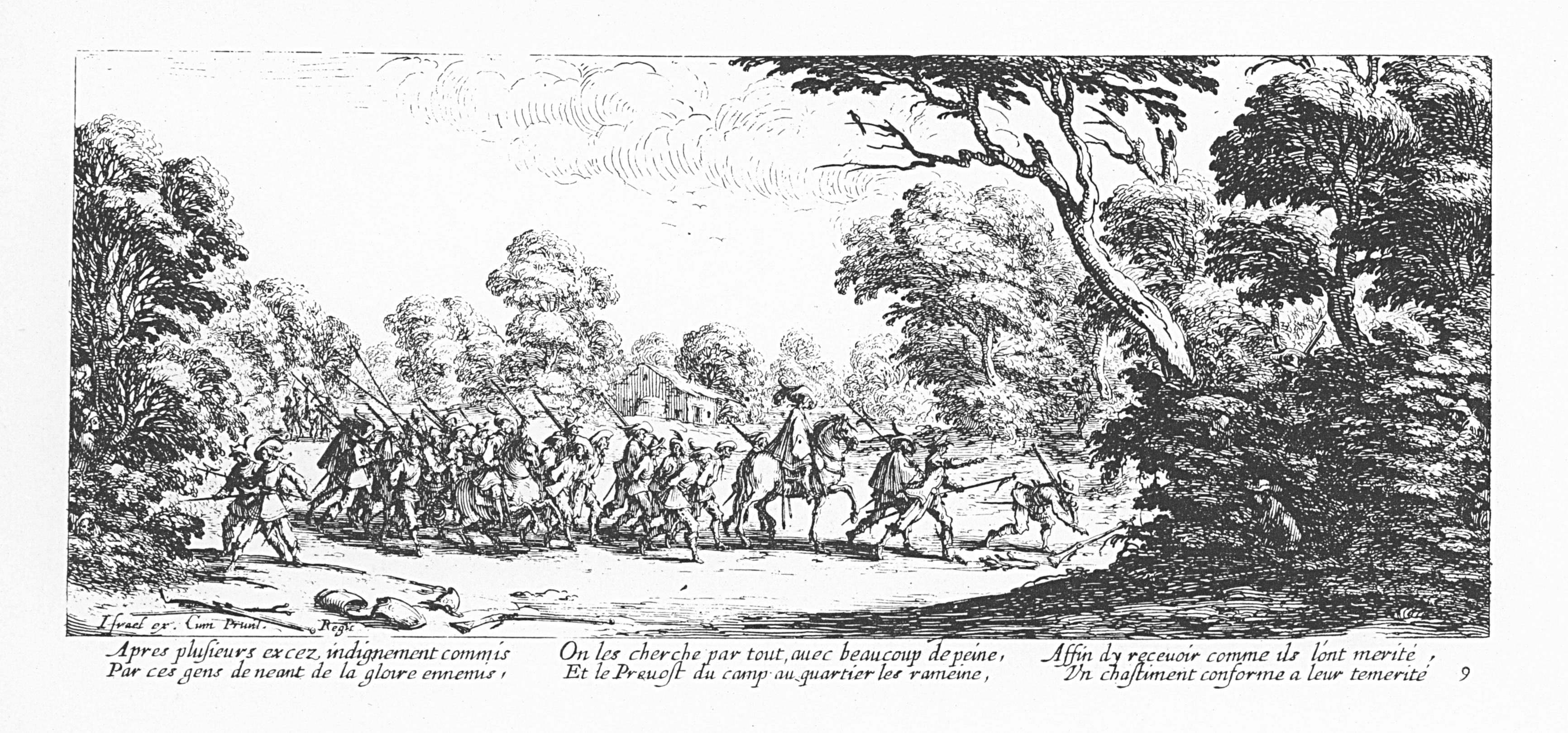
Rycina nr 9: Ujawnienie złoczyńców
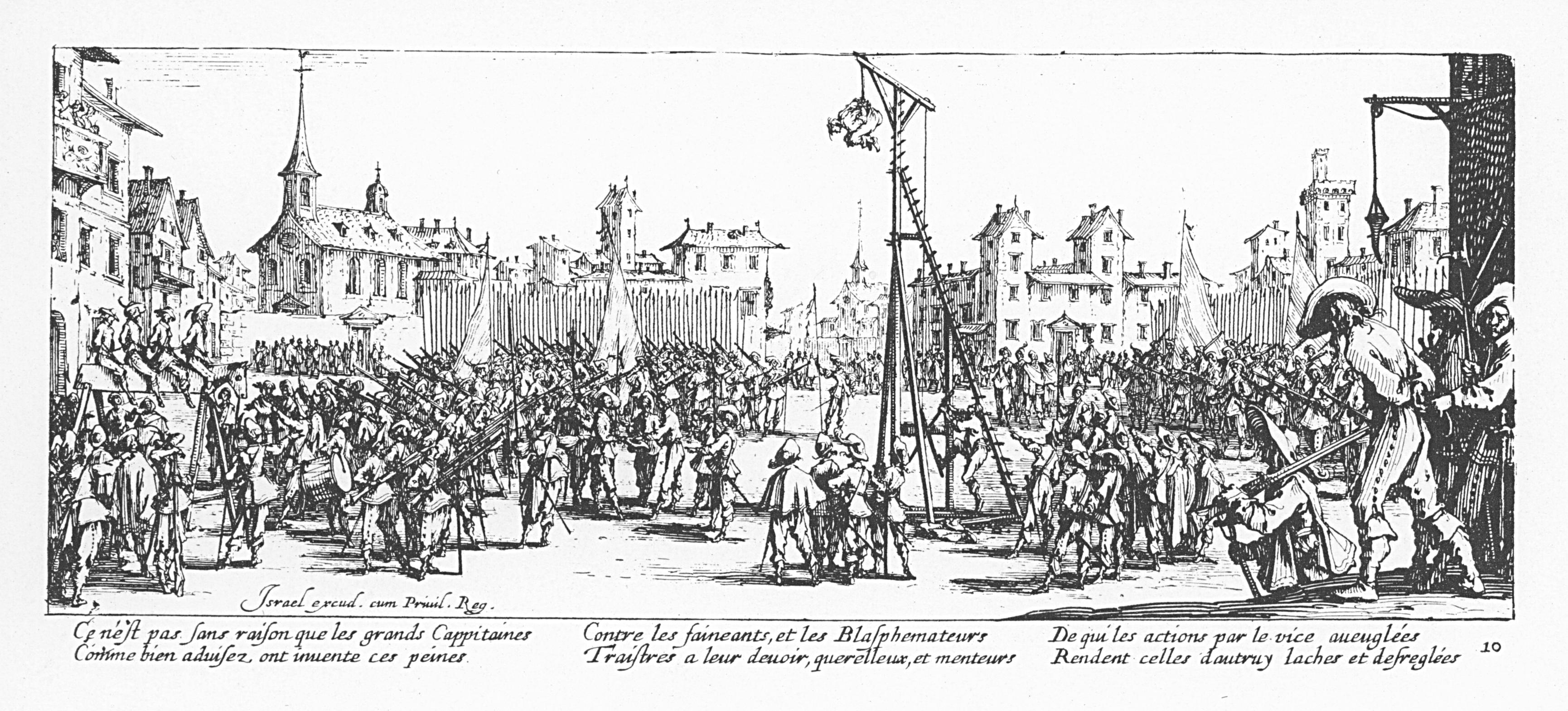
Rycina nr 10: Wahadło (narzędzie tortur)
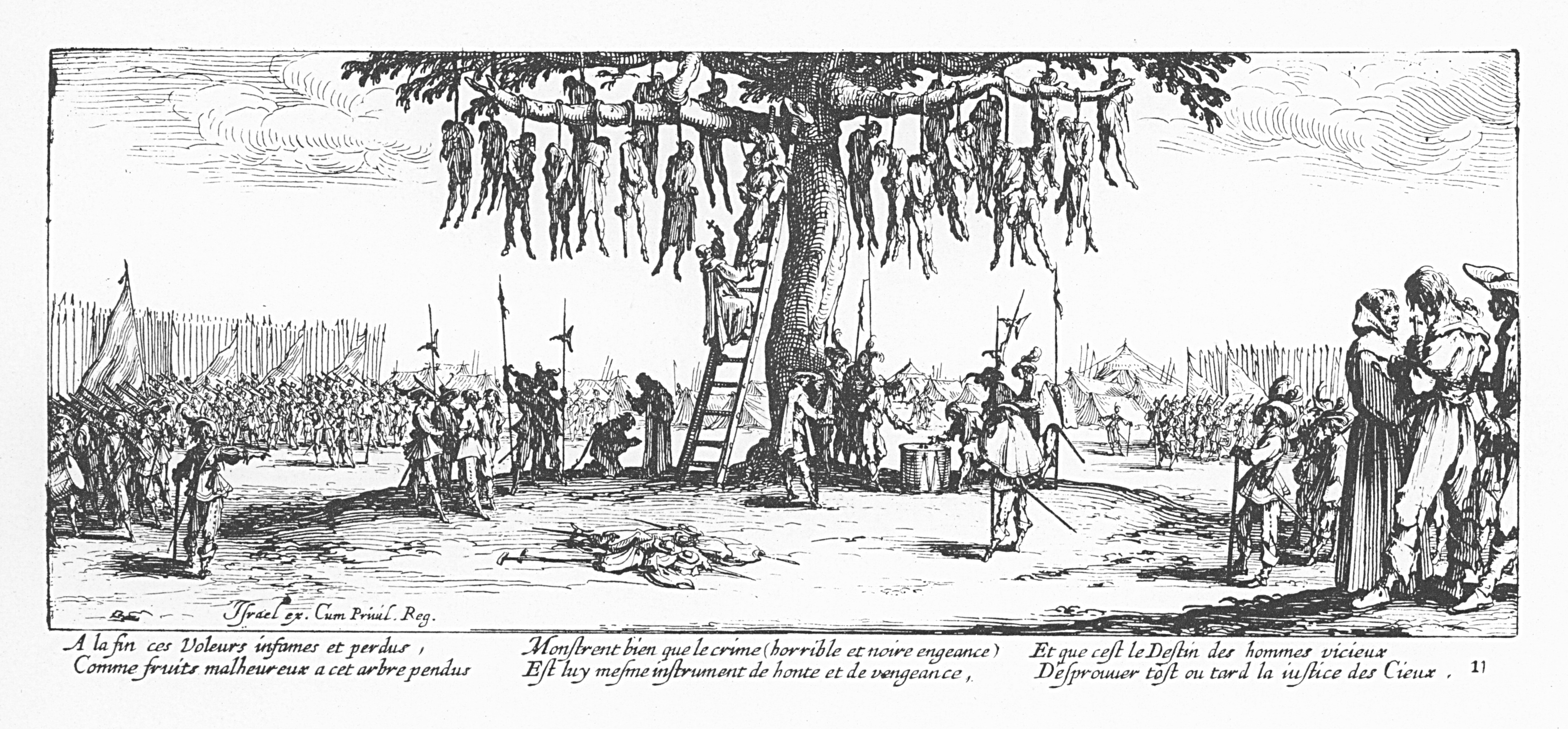
Rycina nr 11: Wieszanie lub Powieszenie. Ciała maruderów zwisają z drzew obserwowane przez żołnierzy i cywilów
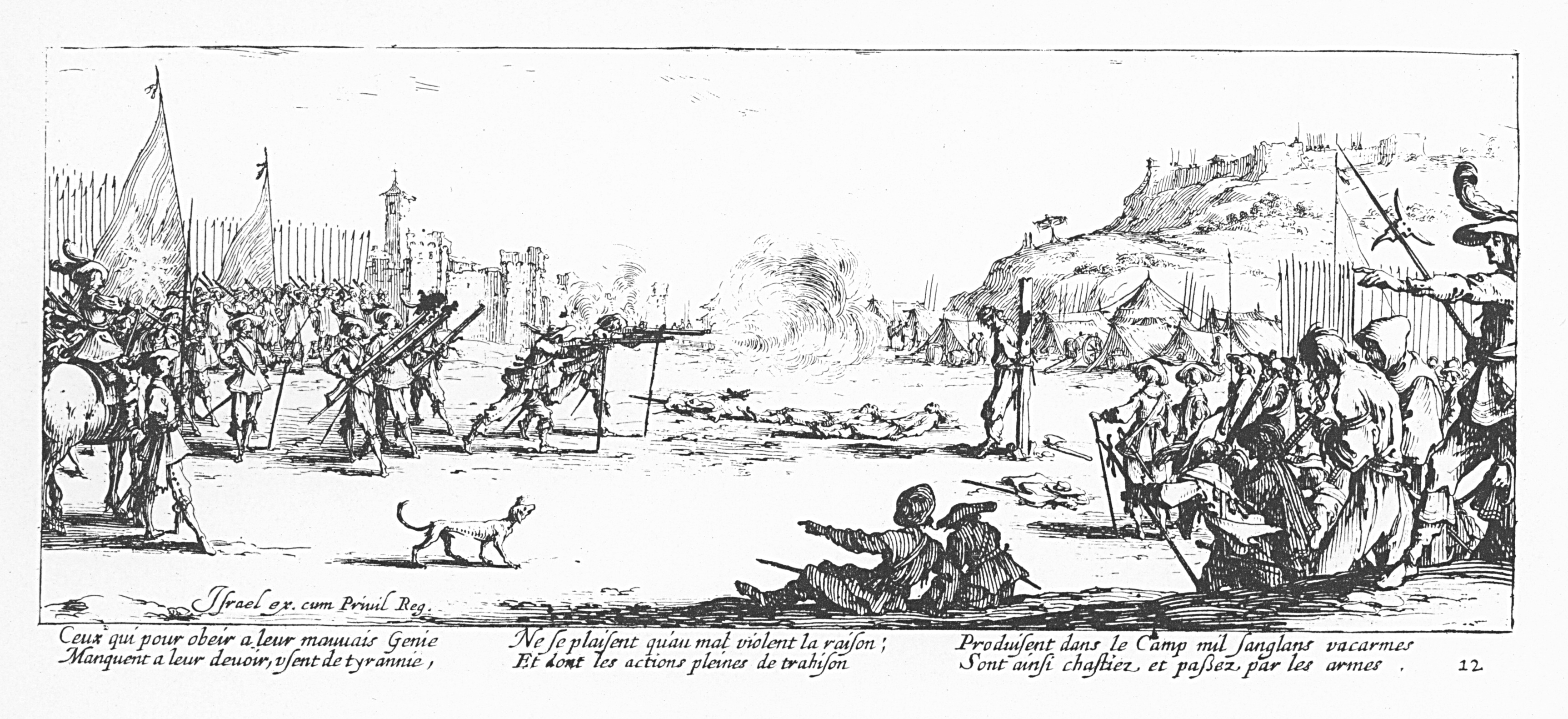
Rycina nr 12: Rozstrzelanie
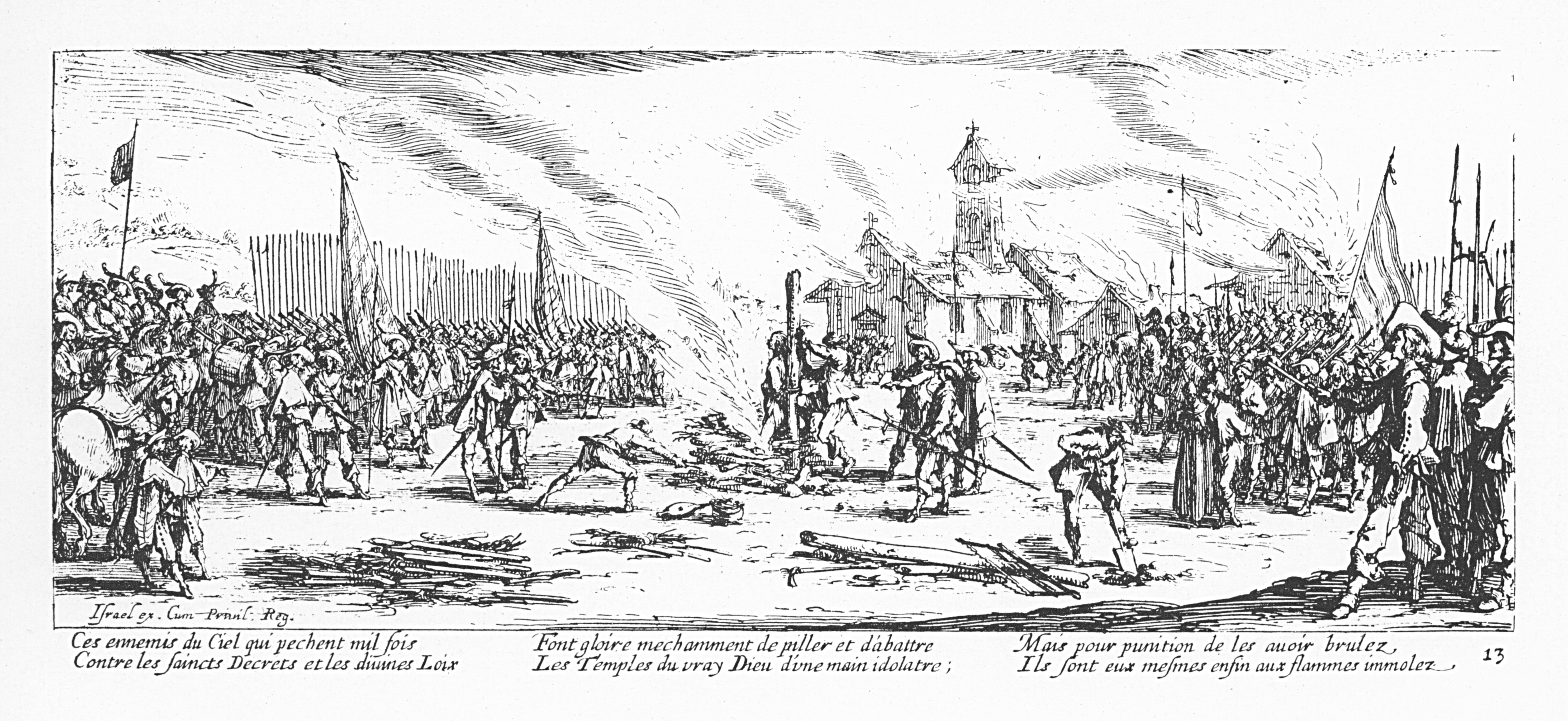
Rycina nr 13: Spalenie na stosie
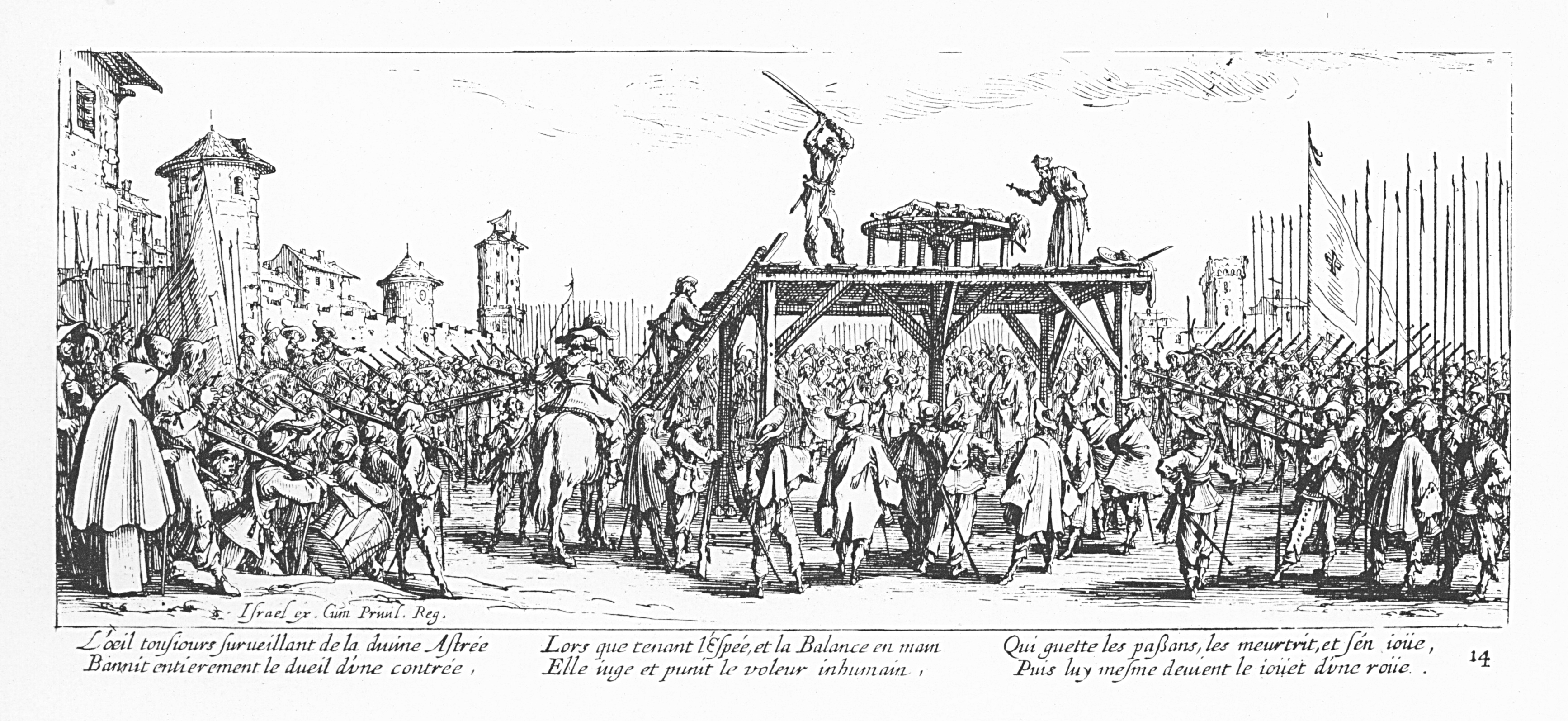
Rycina nr 14: Łamanie kołem
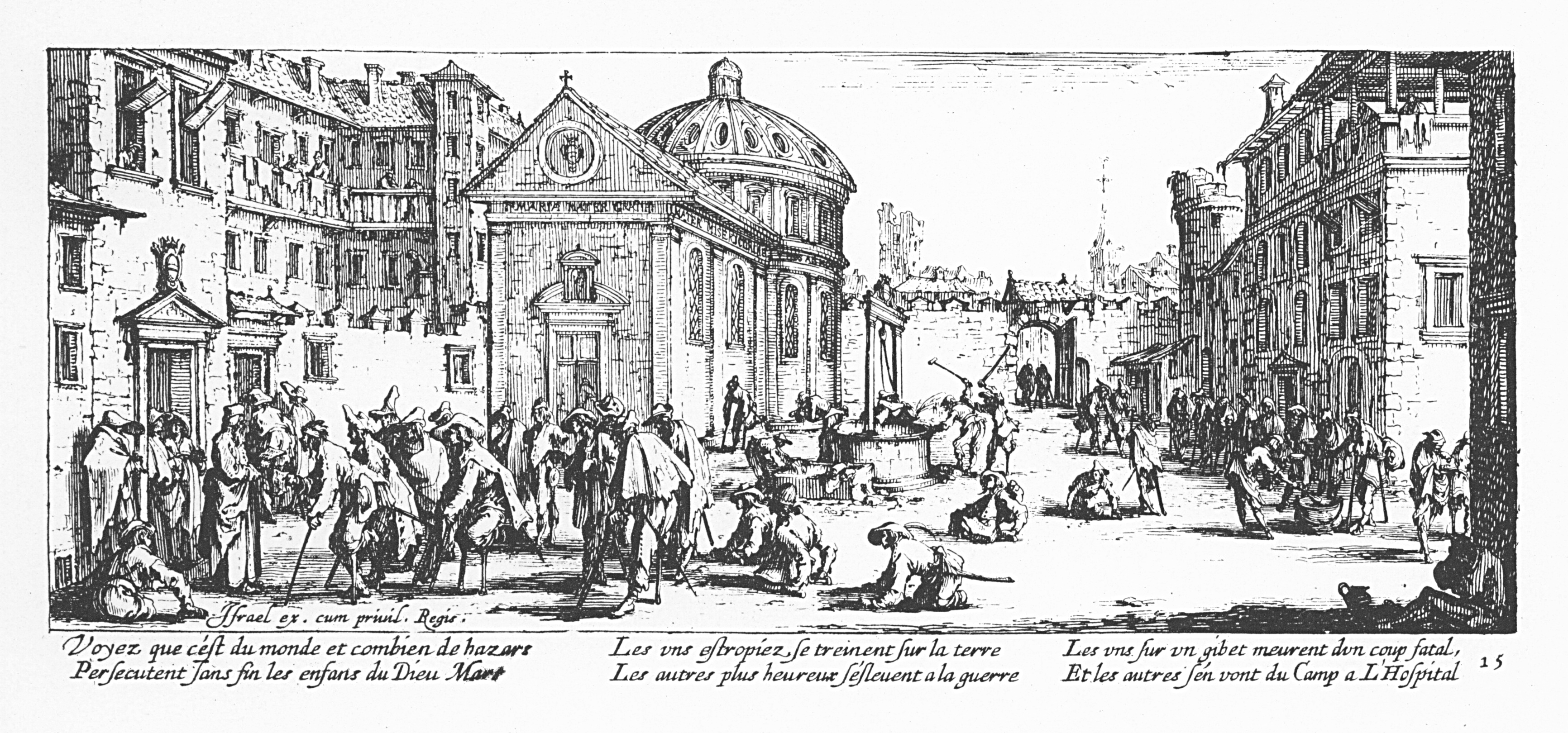
Rycina nr 15: Przytułek
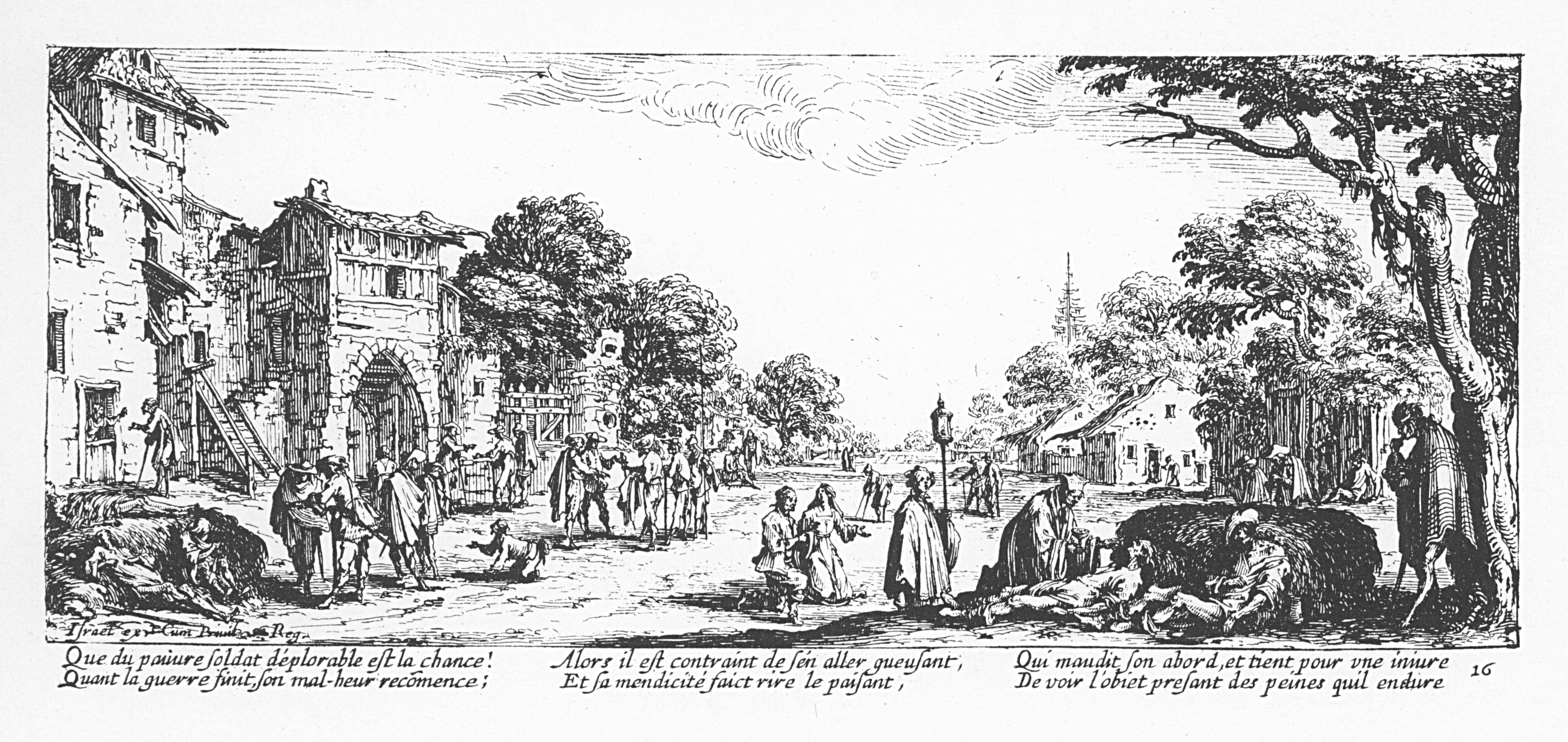
Rycina nr 16: Umierający przy drogach
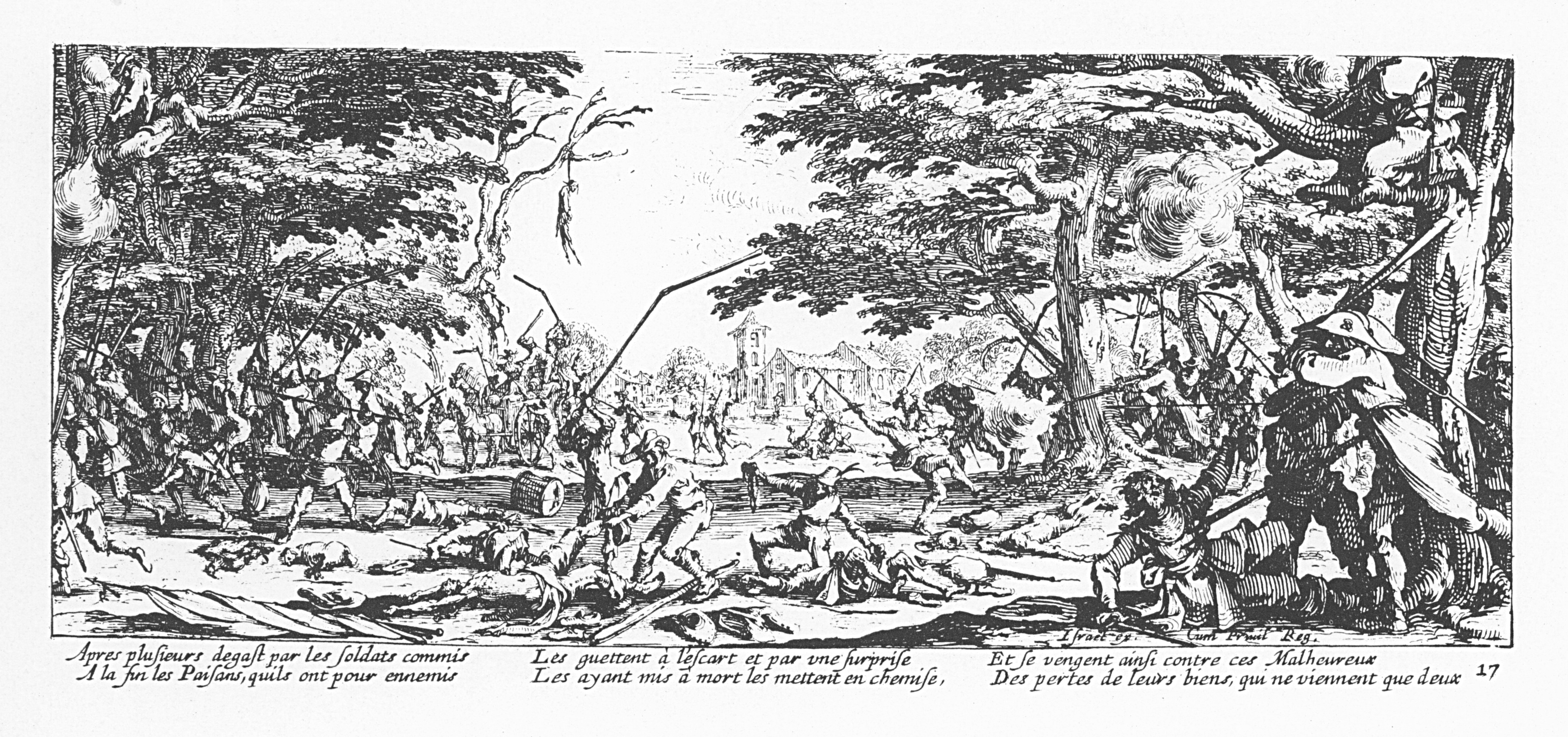
Rycina nr 17: Odwet chłopów
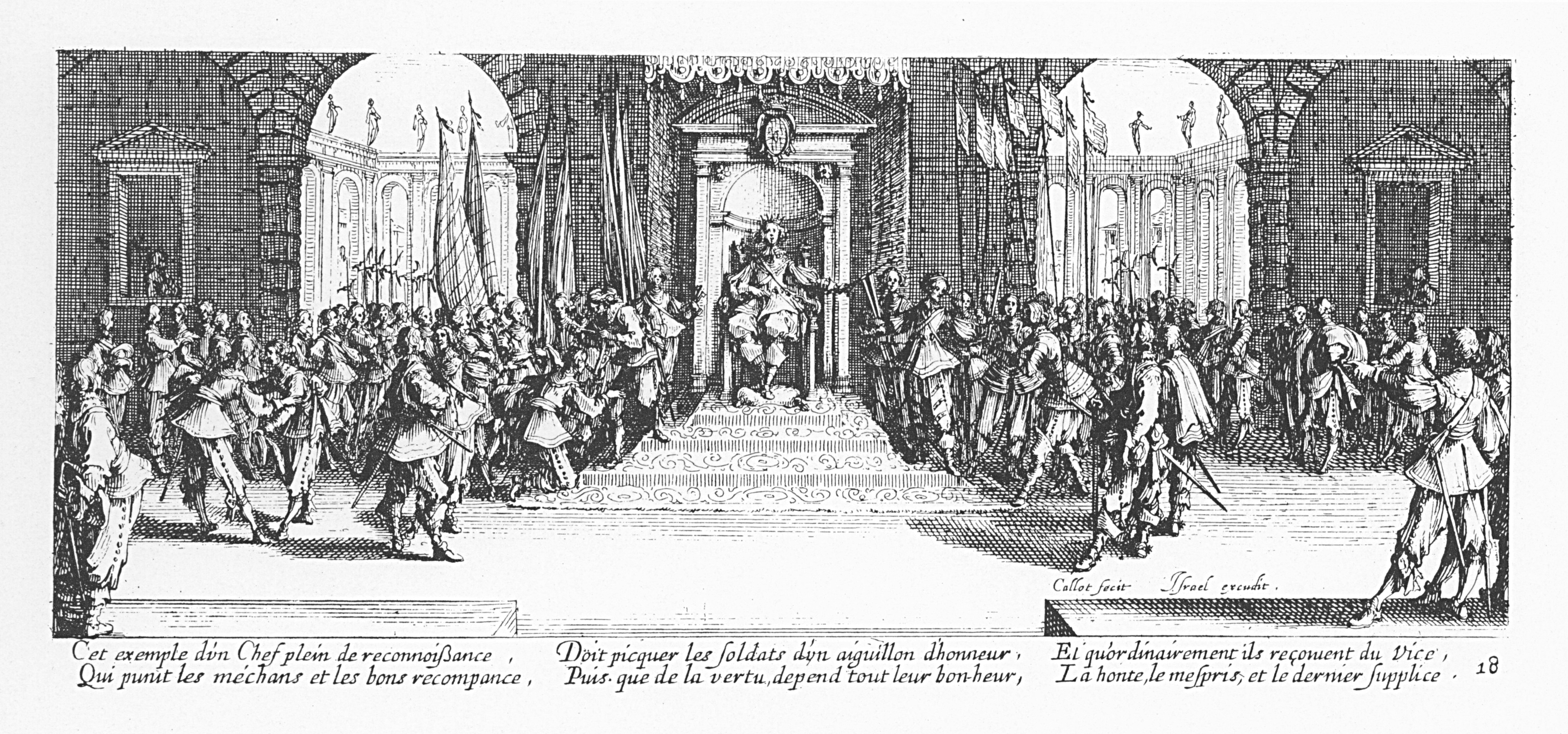
Rycina nr 18: Przydział odszkodowań